# Mutter (správce oken)
Mutter (anglická výslovnost [ˈmatə(r)], německá [mutr]) je odlehčený (velikost cca 500 KiB) správce oken prostředí GNOME (respektive GNOME Shellu), který ve funkci přednastaveného správce oken nahradil starší program Metacity. Je naprogramován v jazyce C a používá knihovnu Clutter a tedy i OpenGL, což mu umožňuje využívat při provádění třírozměrné grafiky hardwarovou podporu v grafické kartě. Jedná se o svobodný software pod licencí GNU GPL, který je určený zejména pro unixové systémy a připravený ke spolupráci se systémem X Window.
Jako alternativní správce oken byl Mutter plánován již pro verzi GNOME 2.28, jako výchozí je od verze GNOME 3.